# Adrian de Silva
Adrian de Silva (* 9. Mai 1966 in London; † 13. Juni 2023) war ein Soziologe und Politikwissenschaftler, der im Bereich Transgeschlechtlichkeit und Queer Studies forschte.

## Leben und Wirken
Adrian de Silva studierte Soziologie, Politikwissenschaft, Englische Philologie und Geschlechterforschung an der Westfälischen Wilhelms-Universität Münster und der York University in Toronto. Er graduierte in Münster mit einer Magisterarbeit über Antonio Gramscis Hegemoniekonzept. Anschließend war er ab 1999 am Zentrum für feministische Studien der Universität Bremen tätig, wo er 2001 zu den Gründern der „Projektgruppe Queer Studies“ zählte. Zwischen 1999 und 2010 war er auch als Gastvortragender an den Universitäten Göttingen, Vechta und Oldenburg tätig.
Er promovierte 2015 in Geschlechterforschung an der Humboldt-Universität zu Berlin mit der interdisziplinären Studie Negotiating the Borders of the Gender Regime: Developments and Debates on Trans(sexuality) in the Federal Republic of Germany. Darin analyisierte de Silva  sexologische und juristische Literatur, Urteile, Gesetzesentwürfe, Forderungen von NGOs, Sitzungsprotokolle und andere öffentliche Dokumente aus dem Bundestag und dem Bundesrat aus einer feministischen Perspektive, und bezog dabei insbesondere Heteronormativitäts- und Gender-Theorien mit ein. Er bearbeitete die Frage, wie das Zusammenspiel zwischen Medizin, Recht und Politik das deutsche Transexuellengesetz formte und welche Debatten es über die Jahrzehnte hin veränderten. Das Werk wird als erste Monografie über die zeitgenössische Geschichte von Transsexualität in Deutschland bezeichnet; Gundula Ludwig attestierte der Studie im Austrian Journal of Political Science einen „innovativen  Charakter“. Dem Rezensenten von Femina Politica, Eric Llaveria Caselles, zufolge ist sie ein „gewichtiger Beitrag für die Etablierung kritischer Trans*Studies in Deutschland“. Nicht nur der Wert für die Geschlechterforschung und Queer Theory wurde hervorgehoben, sondern auch die Bedeutung für rechtliche Reformvorhaben. Da die Arbeit in Englisch verfasst ist, formulierte sie über den deutschsprachigen Raum hinaus einen „wichtigen deutschen Beitrag zu Transgender Studies“. Das Werk gilt als überaus bedeutend für das Forschungsfeld. Auch De Silvas weitere Veröffentlichungen werden in Forschung und Lehre als „unverzichtbar“ angesehen. Er gilt, gemeinsam mit Josch Hoenes, als „zentral für den Aufbau von Trans* Studies als Forschungsrichtung im deutschsprachigen Raum“.
Bevor er 2016 als Postdoktorand an die Universität Luxemburg kam, wo er bis zu seinem Tod im Jahr 2023 beschäftigt war, arbeitete De Silva als Gastdozent und wissenschaftlicher Mitarbeiter an verschiedenen Universitäten in Deutschland in den Bereichen Politikwissenschaft und Gender Studies. In Luxemburg arbeitete De Silva an der Fakultät für Geisteswissenschaften, Erziehungswissenschaften und Sozialwissenschaften, seine Schwerpunkte in Forschung und Lehre waren Queer- und Transtheorie, Politische Theorie, Bewegungsforschung sowie Sex und Behinderung. Von 2016 und 2017 leitete er den luxemburgischen Part des internationalen Erasmus+ Forschungsprojektes „TRASE“, das sich mit sexueller Bildung für Menschen mit Behinderung beschäftigte. Er entwickelte eine Begriffsdatenbank, die neuartig war, da sie Themen wie trans und inter für eine Zielgruppe aufarbeitete, die oftmals nur heteronormativen sexuelle Bildung zur Verfügung gestellt bekommt.
Wenige Monate vor seinem Tod war De Silvas Vertrag an der Universität Luxemburg entfristet worden. Er starb nach schwerer Krankheit im Alter von 57 Jahren.

## Schriften (Auswahl)
selbstständige Literatur
- Negotiating the Borders of the Gender Regime. Developments and Debates on Trans (sexuality) in the Federal Republic of Germany. Transcript, Bielefeld 2018, ISBN 978-3-8376-4441-8 (transcript-verlag.de).
- mit Robin Bauer, Utan Schirmer (Hrsg.): Von Fröschen, Einhörnern und Schmetterlingen. Trans* _queere Wirklichkeiten und visuelle Politiken. Schriften von Josch Hoenes (1972–2019). Melusina Press, Esch-sur-Alzette 2023, ISBN 978-2-919815-41-8.

unselbstständige Literatur
- Transsexualität im Spannungsfeld juristischer und medizinischer Diskurse. In: Zeitschrift für Sexualforschung. Band 18, Nr. 3, 2005, S. 258–271.
- Zur gegenwärtigen Situation asylsuchender transgeschlechtlicher Menschen in der Bundesrepublik Deutschland. In: Femina Politica. Band 14, Nr. 1, 2005, S. 15 f.
- Physische Integrität und Selbstbestimmung. Kritik medizinischer Leitlinien zur Intersexualität. In: Zeitschrift für Sexualforschung. Band 20, Nr. 2, 2007, S. 176–185.
- Zur Normalisierung heteronormativer Zweigeschlechtlichkeit im Recht. Eine queere Analyse der Regulation des Geschlechtswechsels im Vereinigten Königreich. In: Kritische Justiz. Band 41, Nr. 3, 2008, S. 266–270.
- Trans und sozialer Wandel in der Bundesrepublik Deutschland. In:  Josch Hönes, Michael Koch (Hrsg.): Transfer und Interaktion. Wissenschaft und Aktivismus an den Grenzen heteronormativer Zweigeschlechtlichkeit. BIS-Verlag der Carl von Ossietzky Universität, Oldenburg 2017, ISBN 978-3-8142-2347-6, S. 175–186.
- Entwicklungen der Trans*-Bewegung in der Bundesrepublik Deutschland. Bundeszentrale für politische Bildung, 2018 (bpb.de).
- Zur Entwicklung des TSG unter Berücksichtigung der aktuellen politischen Debatte. Heinrich-Böll-Stiftung, 2021 (gwi-boell.de).